# NGC 1805
NGC 1805 је расејано звездано јато у сазвежђу Златна риба које се налази на NGC листи објеката дубоког неба.
Деклинација објекта је - 66° 6' 44" а ректасцензија 5h 2m 21,4s. Привидна величина (магнитуда) објекта NGC 1805 износи 10,6. NGC 1805 је још познат и под ознакама ESO 85-SC32.